# Thalattoscopus rex
Thalattoscopus rex är en insektsart som beskrevs av Blöte 1964. Thalattoscopus rex ingår i släktet Thalattoscopus och familjen dvärgstritar. Inga underarter finns listade i Catalogue of Life.